# Saint-Arnoult-des-Bois
Saint-Arnoult-des-Bois település Franciaországban, Eure-et-Loir megyében. Lakosainak száma 895 fő (2022. január 1.). Saint-Arnoult-des-Bois Thimert-Gâtelles, Courville-sur-Eure, Billancelles, Favières, Fontaine-la-Guyon, Landelles, Mittainvilliers-Vérigny és Saint-Luperce községekkel határos.

## Népesség
A település népessége az elmúlt években az alábbi módon változott:
| Lakosok száma | 360  | 480  | 646  | 815  | 886  | 891  | 888  | 886  | 886  | 895  |
|               | 1968 | 1982 | 1990 | 2006 | 2013 | 2015 | 2017 | 2019 | 2020 | 2022 |